# Вожгальское сельское поселение
Вожгальское се́льское поселе́ние — муниципальное образование в Кумёнском районе Кировской области Российской Федерации.
Административный центр — село Вожгалы.

## История
Вожгальское сельское поселение образовано 1 января 2006 года согласно Закону Кировской области от 07.12.2004 № 284-ЗО.

## Население
| 2010  | 2012  | 2013  | 2014  | 2015  | 2016  | 2017  |
| ----- | ----- | ----- | ----- | ----- | ----- | ----- |
| 2835  | ↘2770 | ↗2790 | ↗2826 | ↘2788 | ↘2784 | ↘2720 |
| 2018  | 2019  | 2020  | 2021  |       |       |       |
| ↘2719 | ↘2642 | ↘2596 | ↘2483 |       |       |       |

## Состав сельского поселения
| №  | Населённый пункт  | Тип населённого пункта       | Население |
| -- | ----------------- | ---------------------------- | --------- |
| 1  | Анохинцы          | деревня                      | 0         |
| 2  | Ардашиха          | деревня                      | 348       |
| 3  | Бельтюги          | село                         | 204       |
| 4  | Вожгалы           | село, административный центр | 942       |
| 5  | Гроши             | деревня                      | #Н/Д      |
| 6  | Грудцыны          | деревня                      | 184       |
| 7  | Ключи             | деревня                      | 8         |
| 8  | Корени            | село                         | 0         |
| 9  | Краснооктябрьский | посёлок                      | 917       |
| 10 | Русские           | деревня                      | 0         |
| 11 | Суслопары         | деревня                      | 8         |
| 12 | Чекоты            | деревня                      | 209       |